# Pieve di San Giuliano (Gavorrano)
La pieve di San Giuliano è un edificio sacro situato nel centro storico di Gavorrano, in provincia di Grosseto.

## Storia
L'originaria pieve medievale risultava già esistente nella seconda metà del XII secolo, essendo citata in una bolla papale datata 1188, anno in cui rientrava nei confini pastorali della diocesi di Grosseto. Il luogo di culto risultava essere una pieve autonoma nelle Rationes Decimarum del tardo Duecento e degli inizi del Trecento, che aveva come suffraganee le varie chiese di Caldana e Ravi. Originariamente l'edificio era dedicato a San Gusmé, come si evince dal documento datato 1321 riguardante la sepoltura di Paganello Pannocchieschi. L'intitolazione a San Giuliano risale al 1529.
La chiesa fu ricostruita alla fine del XVIII secolo in sostituzione della precedente, eretta nello stesso luogo sulle mura della rocca, come attesta l'antica muratura del campanile in blocchi di pietra squadrata.
L'abside e la facciata, che si presenta tripartita con un coronamento ad archetti, risalgono ad un intervento del 1927, come si può leggere sull'architrave.

## Descrizione

### L'interno
L'interno, diviso da pilastri in tre navate con due altari laterali settecenteschi in stucco e gesso; l'altare maggiore ospita la Madonna col Bambino di Giovanni d'Agostino, preziosa statuetta in marmo (1336 ca.).
Fra le opere pittoriche, la seicentesca Madonna del Buonconsiglio, esposta entro una raffinata macchina lignea ottocentesca. Nella parete di fondo trova posto una tela settecentesca con una Annunciazione e un Battesimo di Cristo, contemporaneo all'opera precedente, ma di qualità inferiore.
Accanto all'ingresso è situata la cinquecentesca acquasantiera a muro in marmo.